# 小行星1370
小行星1370（1370 Hella）是一颗围绕太阳公转的小行星。它的轨道位于主小行星帶内侧，直径约5.4千米。1935年8月31日，卡爾·威廉·萊茵姆特在德国西南部海德堡王座山天文台发现了此天体。
該小行星以天文学计算研究所工作的天文学家海伦·诺瓦奇（Helene Nowacki）命名。
这颗小行星的绝对星等为3.45651等。

## 轨道和分类
小行星1370是花神星族的一员
。这是一个很大的小行星族，事实上是小行星带里石质小行星中最大的小行星族。
它环绕太阳的轨道位于柯克伍德空隙内小行星带，离太阳的距离在1.9到2.6天文單位之间。它的公转周期大于3年5个月（1233日）。它的軌道離心率为0.17，与黄道之间的軌道傾角呈5度。1935年9月，它被发现一个月后，海德堡王座山天文台开始其觀測弧。

## 物理特征
小行星1370属于花神星族，因此估计是石质的S-型小行星。

### 自转周期
2006年10月法国天文爱好者洛朗·貝爾納斯科尼使用光度测量获得小行星1370的自转光變曲線。这个光變曲線的分析结果为小行星1370的自轉週期为75408小时，但是这个结果的可靠性非常低。它的星等变化仅仅为0.17等。而使用的光变曲线数据仅仅基于测量到的亮度变化。到2017年为止小行星1370的自转周期不确定。

### 直径和反照率
至今为止小行星1370没有被任何太空望远镜如紅外線天文衛星、日本的AKARI或美国航空与航天局廣域紅外線巡天探測衛星观察。共同小行星光度曲线炼根据花神星族母星花神星估计小行星1370的反照率为0.24，由此根据其絕對星等13.5等推算出它的直径为5.41千米。

## 命名
小行星1370以海德堡大学天文学计算研究所天文学家海伦·诺瓦奇命名。这个名字是天文学家古斯塔夫·斯特拉克建议的。